# Ettadhamen
Ettadhamen (àrab: التضامن, at-Taḍãmun, ‘la Solidaritat’) és una ciutat de Tunísia a la governació d'Ariana, a menys de 10 km a l'oest de la ciutat de Tunis amb la qual de fet està unida. És capçalera d'una delegació amb 84.950 habitants.

## Història
Construïda als anys 1970 de forma incontrolada per donar allotjament a la forta immigració interior cap a la capital, Tunis, el 24 de setembre de 1984 és constituïda en municipalitat pel decret governament núm. 1121 de 24 de setembre de 1984, amb el nom d'Ettadhamen Daouar Hicher, nom que és substituït pel d'Ettadhamen-Mnihla per un nou decret, núm. 651 de 8 de març de 2001.

## Administració
És el centre de la delegació o mutamadiyya de Cité Ettadhamen (àrab: حي التضامن, Ḥayy at-Taḍãmun), amb codi geogràfic 12 56 (ISO 3166-2:TN-12), dividida en nou sectors o imades:
- Cité Ettadhamen (12 56 51)
- Ibn khaldoun (12 56 52)
- 9 Avril (12 56 53)
- 18 Janvier (12 56 54)
- 20 mars (12 56 55)
- Mongi Slim (12 56 56)
- 14 Janvier (12 56 57), abans 7 Novembre[4]
- Abulkassem Ech-Chebbi (12 56 58)
- Khaireddine Pacha (12 56 59)

Fins al 2016 formava una circumscripció o dàïra (codi geogràfic 12 16 11) de la municipalitat o baladiyya d'Ettadhamen Mnihla (12 16), però el 26 de maig d'aquell any, pel Decret governamental núm. 2016-600 de 26 de maig de 2016 relatiu a la creació de noves municipalitats a les governacions d'Ariana, Ben Arous, Sidi Bouzid, Gabès, Médenine, Gafsa i Kébili, se'n va escindir la dàïra de Mnihla i la municipalitat va prendre el nom d'Ettadhamen, mantenint el codi geogràfic 12 16. La municipalitat s'estén pels nou sectors o imades de la delegació o mutamadiyya.